# Cristián Olguín (Fußballspieler, 1963)
Juan Cristián Olguín Acuña (* 5. Dezember 1963 in Santiago) ist ein ehemaliger chilenischer Fußballspieler. Der Stürmer bestritt ein Länderspiel für die Nationalmannschaft.

## Karriere

### Verein
Cristián Olguín kam 1981 aus der Jugend in die Profimannschaft vom CD Palestino. Mit Palestino erreichte der Offensivspieler 1985 das Finale der Copa Chile und musste sich in der Meisterschaft 1986 erst im Entscheidungsspiel gegen den punktgleichen CSD Colo-Colo geschlagen geben. Zusammen mit Alfredo Núñez und dem dreifachen Torschützenkönig Óscar Fabbiani bildete Olguín die Angriffsreihe des Teams. Nach seinem Wechsel 1988 zum CF Universidad de Chile stieg er mit dem Verein ab, schaffte aber als Meister den direkten Wiederaufstieg. 1991 gelang dem Stürmer mit seinem neuen Klub Coquimbo Unido als Aufsteiger die Vizemeisterschaft. Ab 1993 spielte Olgión noch für Provincial Osorno, die Rangers de Talca und zum Abschluss für Zweitligist Unión San Felipe, wo er seine Karriere 1996 beendete.

### Nationalmannschaft
In der Nationalmannschaft absolvierte Cristián Olguín im Januar 1989 sein einziges Länderspiel. Beim Freundschaftsspiel gegen Ecuador stand der Angreifer die erste Spielhälfte auf dem Platz und wurde dann durch den weiteren Debütanten Guillermo Carreño ersetzt.

## Erfolge
Universidad de Chile
- Meister der Segunda División: 1989

## Sonstiges
Sein Sohn Cristián Felipe ist ebenfalls ehemaliger Profifußballspieler.